# Teatre CAPSA
El Teatre CAPSA (1969-1974) va ser una sala d'espectacles teatrals a Barcelona. Va ser fundat l'any 1969 per Pau Garsaball.
Estava situat al carrer de Pau Claris, 134, a la cantonada amb el carrer d'Aragó, a l'edifici CAPSA (acrònim de Compañía Auxiliar Panificadora, SA), propietat del Gremi de Flequers de Barcelona. Abans de l'etapa professional iniciada per Pau Garsaball, havia acollit esporàdicament, a partir de 1950, obres de teatre d'aficionats. En aquesta etapa inicial, abans de la modernització i reforma per Garsaball, disposava de 330 places de platea i 110 d'amfiteatre.
Va ser un espai de producció de peces a càrrec de companyies professionals de teatre independent. Va ser el primer i molta estona l'únic que es dedicava al teatre nou. S'hi va estrenar amb molt d'èxit durant un any El retaule del flautista, de Jordi Teixidor, interpretat pel mateix Pau Garsaball. També h hi ha hagut fracassos, com Berenàveu a les fosques de Josep Maria Benet i Jornet el 1973.
Després del 1974 va convertir-se en sala de cinema, amb el nom de Cinema CAPSA, amb una programació de pel·lícules d'art i assaig. Va tancar-se definitivament el 29 de desembre del 1998.

## Espectacles
- 1969. El Adefesio, de Rafael Alberti.
- 1969. Guadaña al resucitado, de Alberto Gil Novales.
- 1970, gener. La noche de los asesinos, amb Emma Cohen, Juan Diego i Julia Peña. Escenografia: Fabià Puigserver.
- 1970, març. Caviar o llenties de G. Scaracci i R. Tarabusi, amb traducció de Màrius Picot. Per la companyia de Pau Garsaball.
- 1971, febrer. Noies perdudes en el paradís d'Antoni Ribas. Amb Rosa Maria Sardà i Enric Arredondo.
- 1971, maig. El retaule del flautista de Jordi Teixidor. Per la companyia de Pau Garsaball.
- 1972, gener. Cruel Ubris a càrrec d'Els Joglars.
- 1972, maig. Una guerra en cada esquina de Luis Matilla.
- 1973. Tiempo de 98, de Juan Antonio Castro.
- 1973, Berenàveu a les fosques de Benet i Jornet
- 1974, febrer. La boda de los pequeños burgueses de Bertolt Brecht.